# NGC 2100
NGC 2100 في علم الفلك هو عنقود نجمي مفتوح يرى في سحابة ماجلان الكبرى. أي أنه يعتبر قريبا من الأرض حيث أن سحابة ماجلان الكبرى تعتبر مجرة قزمة تابعة لمجرتنا، مجرة درب التبانة. يبعد العنقود النجمي إن جي سي 2100 عنا نحو 160.000 سنة ضوئية. يقدر عمر هذا العنقود النجمي بما فيه من نجوم مختلفة بأعمار بين عدة عشرات ملاييين السنين إلى عدة مئات ملايين السنين. يتبين ذلك عن طريق تحليل أطياف النجوم، فمثلا أطياف النجوم التي تبدي معدنية عالية تكون أطول عمرا، لأن المعادن «تطبخ» في النجوم من الهيدروجين.
ونظرا للشكل الكروي للعنقود النجمي إن جي سي 2100 فبعض علماء الفلك يراها على أنها عنقود كروي.
يبلغ قطر إن جي سي 2100 نحو 2,3' وتبلغ شجة لمعانه +9,60 mag قدر ظاهري mag .

## اقرأ أيضا
- إن جي سي 2070
- آر 136
- هودج 301
- ثقب أسود
- إن جي سي 1982
- إن جي سي 604
- إن جي سي 0051
- إن جي سي 0047
- إن جي سي 1961
- إن جي سي 1502
- سديم العنكبوت